# 당신의 맛
당신의 맛은 2025년 5월 12일부터 2025년 6월 10일까지 방송했던 ENA 월화 드라마였다.

## 기획의도
식품 기업을 물려받기 위해 작은 식당을 인수 합병하는 '레시피 사냥꾼'이 된 재벌 상속남 한범우와 전주에서 간판도 없는 원테이블 식당을 운영 중인 똥고집 셰프 모연주의 전쟁 같은 키친 타카 성장 로맨스

## 등장 인물

### 주요 인물
- 강하늘 : 한범우 역 - 대한민국 1등 식품기업 '한상'의 이사이자, 디아망 원스타 파인다이닝 '모토'의 책임자.

쓰리스타가 되기 위해 유명 맛집들의 레시피를 빼돌리는 일도 마다하지 않던 그는 전주의 작은 파인다이닝을 운영하는 천재 셰프 '연주'의 레시피를 빼돌리려다 그녀와 엮이게 된다. 연주의 연인.
- 고민시 : 모연주 역 - 전주에서 파인다이닝 '정제'를 홀로 운영 중인 오너 셰프

곧 죽어도 그날 구매한 최상급 재료만 사용하겠다는 확고한 요리 철학 탓에 기울어 가는 식당을 보며 망연자실하던 중, 다짜고짜 식당을 인수하겠다는 재벌 2세 '범우'를 만난다. 범우의 연인.
- 김신록 : 진명숙 역 - 전주 최고 인기 국밥집의 15년차 에이스

'짬에서 나오는 바이브'로 일당백을 해내는 능력에 비해 아쉬운 대우를 받고 있던 와중, 시장에서 우연히 만난 '연주'에게 스카우트 당해 그녀의 식당 '정제'에서 함께 일하게 된다.
- 유수빈 : 신춘승 역 - 2대째 이어오는 전주 최고 인기 국밥집 아들

날티나는 외모에 슈퍼카까지, 겉모습만 보면 사장인가 싶지만 아직 아버지께 인정받지 못해 직원으로 일하며 국밥집을 물려받을 날만 오매불망 기다리고 있다.

### 주변 인물
- 배나라 : 한선우 역 - 대한민국 1등 식품기업 '한상'의 장남이자, 디아망 2스타 파인다이닝 '라르셀'의 책임자.

타고난 리더십과 카리스마로 한상의 차기 수장 자리를 노리며, 동생 범우와 치열한 경쟁을 벌이고 있다. 승패만을 바라보며 무슨 수를 써서라도 이기겠다는 집념으로, 디아망 쓰리스타와 한상을 차지하기 위해 범우와의 정면 승부를 벌인다.
- 홍화연 : 장영혜 역 - 디아망 파인다이닝 '모토'의 헤드셰프

눈에 띄는 외모와 거침없는 입담으로 TV와 SNS를 넘나들며 핫한 스타 셰프로 떠올랐다. 범우와 선우 사이에서 절묘하게 오가며, 주방 안팎에서 자신의 기회를 키워간다.
- 배유람 : 이유진 역 - 한상 '모토'의 직원이자, 한범우의 직속 비서.

범우가 전주로 내려간 뒤 모토에 남아 영혜를 돕는 척하지만, 회사를 지키려는 현실과 범우를 향한 의리 사이에서 줄타기한다. 기회가 온다면 누구보다 빠르게 움직일 준비가
된 인물.
- 오민애 : 한여울 역 - 대한민국 1등 식품기업 '한상'을 일군 창업주이자 셰프로, 두 아들 선우와 범우를 벼랑 끝 경쟁으로 내몬 권력자.

세상을 승자와 패자로만 나누는 냉혹한 신념을 가진 인물로, 성공을 위해서라면 가족까지도 시험대에 올리는 일을 서슴지 않는다. 디아망 쓰리스타를 가져오는 자에게 한상의 미래를 맡기겠다 선언했다.

### 그 외 인물
- 황정민 : 주지 스님 역
- 윤병희 : 채소 가게 사장 역
- 이중옥 : 정육점 사장 역
- 강준규 : 수 셰프 역

### 기타 인물
- 미상 : 인플루언서 역
- 미상 : 신춘승의 아버지 역
- 미상 : 유명 가수 역
- 미상 : 메주 사장 역
- 미상 : 라면 가게 주인 역
- 김인우 : 타츠오 역
- 미상 : 레시피를 빼앗았던 가게 주인 역
- 미상 : 디아망 관계자 역

### 특별 출연
- 유연석 : 전민 역
- 박지훈
- 한지안
- 박군

## 시청률
최저 시청률과 최고 시청률은 시청률 조사회사와 지역별로 시청률에 차이가 있을 수 있습니다.
| 회차   | 방송일   | AGB 시청률     | AGB 시청률   |
| 회차   | 방송일   | 대한민국(전국) | 서울(수도권) |
| ------ | -------- | -------------- | ------------ |
| 제1회  | 5월 12일 | 1.591%         | 1.622%       |
| 제2회  | 5월 13일 | 2.010%         | 2.150%       |
| 제3회  | 5월 19일 | 2.469%         | 2.588%       |
| 제4회  | 5월 20일 | 3.102%         | 2.907%       |
| 제5회  | 5월 26일 | 3.404%         | 3.203%       |
| 제6회  | 5월 27일 | 3.271%         | 3.079%       |
| 제7회  | 6월 2일  | 2.974%         | 2.653%       |
| 제8회  | 6월 3일  | 2.969%         | 2.703%       |
| 제9회  | 6월 9일  | 2.849%         | 2.679%       |
| 제10회 | 6월 10일 | 3.801%         | 3.277%       |

## 참고 사항
- TV 드라마 최초로 제26회 전주국제영화제에 초청되어 특별 상영한다. 2025년 5월 4일 1회와 2회 최초 공개 후 박단희 감독, 한준희 크리에이터와 주연 배우들이 참여해 GV를 진행할 예정이다.[1][2]
- 드라마의 주된 배경이 전주이다보니 실제로 전주에서 상당 부분 촬영했다. 고민시가 맡은 모연주가 운영하는 식당은 아예 전주 한옥마을에 있다는 설정이고, 바로 옆에 있는 남부시장과 전주의 유명한 음식점들도 많이 등장한다.